# Pàrxikov
Pàrxikov (en rus: Сосенки) és un poble (un khútor) de l'óblast de Rostov, a Rússia, segons el cens rus del 2019 tenia 850 habitants. Pertany al districte de Tsimliansk.